# Soli Deo gloria
Soli Deo gloria est une expression latine, tirée de la version latine (Vulgate) du Nouveau Testament et signifiant à Dieu seul la gloire. C'est l'un des cinq solae.

## Doctrine

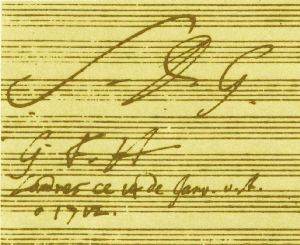
Soli Deo gloria, au bas d'un manuscrit autographe de Georg Friedrich Haendel : « Londres ce 14. de Janvier 1712 »

L'expression provient de la Bible (1 Tim. 1, 17 et Jude 1, 25) et a été adoptée par la théologie protestante des cinq solae. Ce signifie qu'il n'y a que Dieu qui soit sacré, divin ou absolu. 
Le culte ne doit pas être rendu à un être humain, mort ou vivant, ni à un objet, ni à un symbole, mais à Dieu seul.
La Bible elle non plus n'est l'objet d'aucun culte, même si le croyant en écoute la lecture avec grande attention, considérant qu'il s'agit d'un moment spécial dans sa vie.
Ainsi, aucune entreprise humaine ne peut prétendre avoir un caractère absolu, intangible ou universel, y compris la théologie. Les hommes ne peuvent se prévaloir de leurs œuvres : le croyant ne vit que de la grâce de Dieu.

## Usage
SDG était un sigle utilisé entre autres[réf. souhaitée] par Jean-Sébastien Bach pour signer ses œuvres.
La phrase chantée Soli Deo gloria clôt le film d'Ingmar Bergman, Le Septième Sceau.
La devise est présente sur les pièces de un rand en Afrique du Sud.